# FAM118A
FAM118A (англ. Family with sequence similarity 118 member A) – білок, який кодується однойменним геном, розташованим у людей на довгому плечі 22-ї хромосоми. Довжина поліпептидного ланцюга білка становить 357 амінокислот, а молекулярна маса — 40 269.
| 10         |  | 20         |  | 30         |  | 40         |  | 50         |
| ---------- |  | ---------- |  | ---------- |  | ---------- |  | ---------- |
| MDSVEKTTNR |  | SEQKSRKFLK |  | SLIRKQPQEL |  | LLVIGTGVSA |  | AVAPGIPALC |
| SWRSCIEAVI |  | EAAEQLEVLH |  | PGDVAEFRRK |  | VTKDRDLLVV |  | AHDLIRKMSP |
| RTGDAKPSFF |  | QDCLMEVFDD |  | LEQHIRSPVV |  | LQSILSLMDR |  | GAMVLTTNYD |
| NLLEAFGRRQ |  | NKPMESLDLK |  | DKTKVLEWAR |  | GHMKYGVLHI |  | HGLYTDPCGV |
| VLDPSGYKDV |  | TQDAEVMEVL |  | QNLYRTKSFL |  | FVGCGETLRD |  | QIFQALFLYS |
| VPNKVDLEHY |  | MLVLKENEDH |  | FFKHQADMLL |  | HGIKVVSYGD |  | CFDHFPGYVQ |
| DLATQICKQQ |  | SPDADRVDST |  | TLLGNACQDC |  | AKRKLEENGI |  | EVSKKRTQSD |
| TDDAGGS    |  |            |  |            |  |            |  |            |

A: Аланін

C: Цистеїн

D: Аспарагінова кислота

E: Глутамінова кислота

F: Фенілаланін

G: Гліцин

H: Гістидин

I: Ізолейцин

K: Лізин

L: Лейцин

M: Метіонін

N: Аспарагін

P: Пролін

Q: Глутамін

R: Аргінін

S: Серин

T: Треонін

V: Валін

W: Триптофан

Кодований геном білок за функцією належить до фосфопротеїнів. 
Задіяний у таких біологічних процесах, як ацетилювання, альтернативний сплайсинг. 
Локалізований у мембрані.